# Línea de Vendas Novas
La Línea de Vendas Novas es un tramo ferroviario que une las estaciones de Setil (Línea del Norte) y Vendas Novas (Línea del Alentejo), en Portugal.

## Características
Con una extensión total de 69,6 km, la línea se encuentra en funcionamiento, conteniendo tráfico de pasajeros (solamente entre Setil y Coruche) y mercancías. En el kilómetro 36,6, el Ramal de la Quinta Grande da acceso a una unidad industrial de la Sociedad de Desarrollo Agroindustrial, S. A..

## Historia

### Antecedentes
Desde 1864 se planeaba la construcción de una conexión ferroviaria, que uniese las líneas del Sur y Este. Por otro lado, un ferrocarril reduciría el aislamiento de la región, que tenía una elevada importancia debido a su producción agrícola; no obstante, debido al elevado número de cursos de agua a atravesar, era necesaria la construcción de muchos saltos y puentes, lo que complicó su ejecución. Entre 1883 y 1886, fueron hechas varias peticiones, que sugerían que este ferrocarril se debería hacer entre Estremoz, Sousel y Portalegre, o por Vendas Novas, Coruche y Santarém. Una experiencia fue llevada a cabo, entre 1886 y 1887, en este último trazado, utilizando un lecho de vía propio, pero no tuvo buen resultado.

### Formación de la Compañía de los Ferrocarriles Meridionales
El contrato para la construcción de este ferrocarril fue asignado por una circular, publicada el 22 de septiembre de 1887, siendo el concesionario formado oficialmente como la Compañía de los Ferrocarriles Meridionales en una circular del 13 de diciembre de 1888; este documento incluía, no obstante, una cláusula que preveía la futura transición de la línea para la gestión de la Compañía Real de los Caminhos de Ferro Portugueses. El derecho para la construcción y explotación de este proyecto fue pasado a la Compañía, cuyos estatutos fueron aprobados el 30 de noviembre de 1894. Fueron hechas varios intentos para construir este ferrocarril, aprobados entre 1888 y 1890, utilizando, en ciertos tramos, el método americano, o sea, vía férrea sobre ruta; no obstante, las experiencias no dieron buen resultado, intentando, entre 1889 y 1892, la empresa transferir los derechos de construcción y explotación de este proyecto para la Compañía Real de los Caminhos de Ferro Portugueses. En 1899, esta línea fue incluida en el Plan de la Red al Sur del Tajo, y el traspaso fue aprobado por el gobierno el 11 de mayo de 1900, siendo el contrato entre las dos entidades firmado el 3 de mayo de 1903.

### Construcción

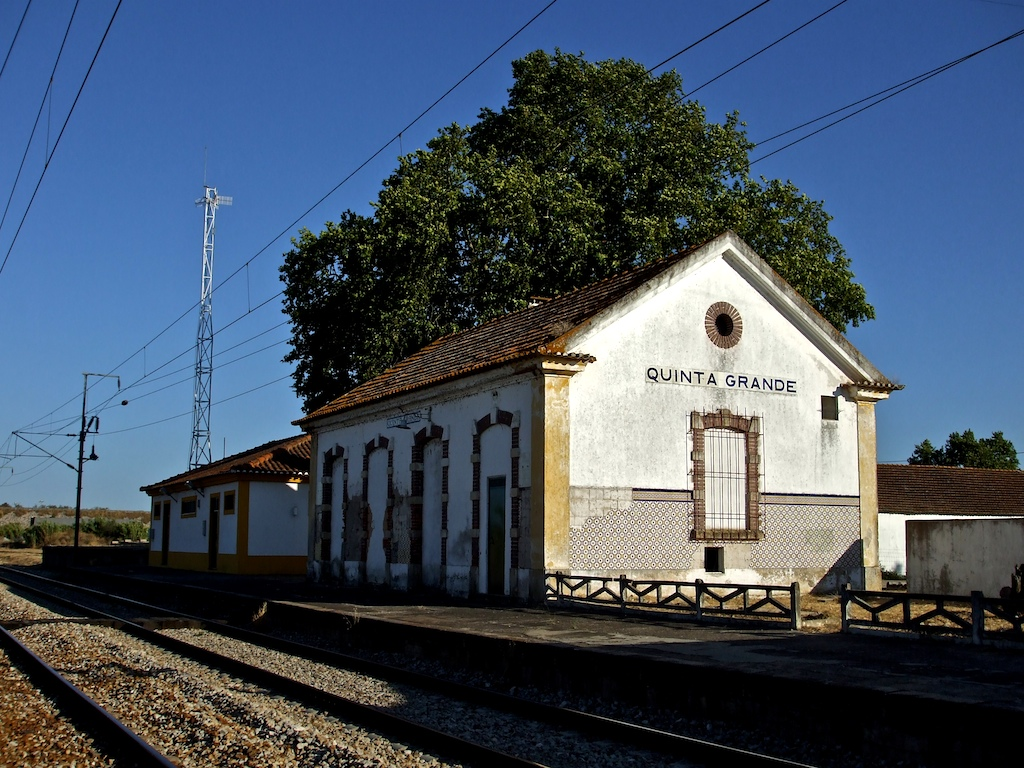
Estación de Quinta Grande.

En 1902, se retomaron las obras de construcción, siendo instaladas, en la estación de Setil, nuevas señales para servir a la línea, y se inició la construcción del Puente de D. Amelia. En ese momento, se esperaba que las obras estarían terminadas a mediados de 1906, a pesar de la falta de material circulante disponible, lo que retrasó el transporte de herramientas y materiales.
En agosto de 1902, la construcción de la línea discurría a bueno ritmo, siendo ya instalados los pilares del puente sobre Vala de Muge, el cruce con la «Línea del Este», en Setil (posteriormente renombrada Línea del Norte en este tramo), y los respectivos equipamientos y señalización, y la vía casi totalmente colocada hasta Muge. Se esperaba que la construcción entre esta estación y Vendas Novas fuese más fácil, pudiéndose aprovechar diversas secciones de vía y otros trabajos abandonados en la primera tentativa. También en ese mes, fue decretada la expropiación de dos terrenos, para la construcción de una variante en esta línea, y la Compañía Real reforzó su presupuesto, para la compra de material circulante para las obras de construcción en esta línea. A comienzos de octubre, la construcción del puente sobre el Río Tajo se encontraba casi concluida, y, al mes siguiente, la vía para las composiciones de servicio ya se encontraba asentada entre Setil y Porto de Muge, y entre Fajarda y Montalvo.
Un proyecto para la realización de obras de expansión en la estación de Vendas Novas, de forma que acomodase el aumento de tráfico, fue presentado el 12 de enero de 1903, siendo aprobado el 24 de abril del mismo año. En julio, el consejo de administración de la Compañía decidió, debido al hecho de que el proyecto de la Línea de Vendas Novas estaba adelantado en relación con lo previsto, que el material circulante a utilizar en esta Línea fuese comprado con anticipación; también se decidió pedir al gobierno autorización para construir una sola estación de grandes dimensiones en Setil, al contrario del procedimiento habitual, que era construir dos estaciones, una en cada variante de una bifurcación. En el mes siguiente, la vía implantada ya había llegado a Coruche y a Lavre, y se encontraban en construcción las estaciones de Muge, Setil, Marinhaes (Marinhais), Agullade (Agulada), Coruche, Canha y Vidigal, pretendiéndose que la línea estuviese concluida en diciembre de ese año. En octubre, el telégrafo ya se encontraba instalado en toda la línea, y, en noviembre, la vía entre Vendas Novas y el Puente D. Amelia; estaba casi concluida. En el mes siguiente, ya tenían sido inspeccionados varios puentes, siendo declarados aptos para la circulación, y también el resultado fue positivo en la inspección de las vías. Se esperaba que la inauguración oficial fuese realizada el día 30 de ese mes, con la apertura a la explotación marcada para el 1 de enero de 1904; no obstante, esta se produjo el 15 de enero de 1904.

### Transición a la Compañía Real de los Caminhos de Ferro Portugueses
Después de la inauguración, la línea pasó a ser explotada por la Compañía de los Ferrocarriles Meridionales; el 10 de mayo de 1928, fue aprobada la minuta del contrato para la transición de la explotación a la Compañía Real de los Caminhos de Ferro Portugueses, como estaba previsto en el albarán del 13 de diciembre de 1888. El 21 de junio de 1928, la Compañía Real fue autorizada a emitir varias obligaciones, como había sido estipulado por el contrato firmado en ese año, y, el 27 de junio, fue elaborada la escritura definitiva para el traspaso de la concesión, que fue aprobada por el gobierno el 30 de junio. En aquel momento, existía un proyecto para continuar la línea, hasta la localidad de Alcácer do Sal.

### Línea de Coruche
A finales de 1902, fue requerida la concesión para la construcción de un ferrocarril entre Coruche y Avis, pasando por Couço, Monte del Engal, Mora y Cabeção, en ancho métrico, proyecto nunca concretado; en 1908 Mora era unida a la red ferroviaria por una línea ortogonal a este trazado (más tarde denominado Ramal de Mora), originalmente prevista para unir Évora (en la Línea de Évora) a Ponte de Sôr (en la Línea del Este).

### Reactivación de los servicios de pasajeros
Los servicios de pasajeros, cerrados en enero de 2005, fueron restaurados parcialmente en septiembre de 2009, en el tramo entre Setil y Coruche. Estos servicios fueron totalmente suspendidos, debido a la reducida demanda, el 1 de octubre de 2011.